# Jihomoravský krajský přebor 1973/1974
V soubojích 14. ročníku Jihomoravského krajského přeboru 1973/74 (jedna ze skupin 5. fotbalové ligy) se utkalo 16 týmů každý s každým dvoukolovým systémem podzim–jaro. Tento ročník začal v srpnu 1973 a skončil v červnu 1974.

## Nové týmy v sezoně 1973/74
- Z Divize D 1972/73 sestoupila do Jihomoravského krajského přeboru mužstva TJ OP Prostějov, TJ Spartak Uherský Brod a TJ Fatra Napajedla.
- Ze skupin I. A třídy Jihomoravského kraje 1972/73 postoupila mužstva TJ Spartak Jihlava (vítěz skupiny A),[1] VTJ Hodonín (vítěz skupiny B) a TJ Jiskra Staré Město (vítěz skupiny C).[2]

## Nejlepší střelec
Nejlepším střelcem se stal Vlastimil Petržela z TJ OP Prostějov, který vstřelil 35 branek.

## Konečná tabulka
Zdroj: 
| Poř. | Tým                          | Z  | V  | R  | P  | VG | OG | B  |
| ---- | ---------------------------- | -- | -- | -- | -- | -- | -- | -- |
| 1.   | TJ Spartak Uherský Brod (S)  | 30 | 21 | 5  | 4  | 60 | 25 | 47 |
| 2.   | TJ Spartak Jihlava (N)       | 30 | 19 | 4  | 7  | 68 | 39 | 42 |
| 3.   | TJ Baník Dubňany             | 30 | 17 | 6  | 7  | 49 | 28 | 40 |
| 4.   | TJ Tatran PKZ Poštorná       | 30 | 14 | 9  | 7  | 50 | 41 | 37 |
| 5.   | TJ Jiskra Staré Město (N)    | 30 | 14 | 7  | 9  | 64 | 43 | 35 |
| 6.   | TJ OP Prostějov (S)          | 30 | 13 | 8  | 9  | 57 | 37 | 34 |
| 7.   | TJ Gottwaldov „B“            | 30 | 10 | 10 | 10 | 34 | 29 | 30 |
| 8.   | TJ Fatra Napajedla (S)       | 30 | 12 | 3  | 15 | 52 | 44 | 27 |
| 9.   | TJ Baník Ratíškovice         | 30 | 10 | 7  | 13 | 46 | 54 | 27 |
| 10.  | TJ Dolní Němčí               | 30 | 9  | 9  | 12 | 27 | 44 | 27 |
| 11.  | TJ Spartak ČKD Blansko       | 30 | 8  | 10 | 12 | 38 | 51 | 26 |
| 12.  | VTJ VAAZ Brno                | 30 | 7  | 10 | 13 | 31 | 46 | 24 |
| 13.  | TJ RH Znojmo                 | 30 | 9  | 5  | 16 | 40 | 52 | 23 |
| 14.  | VTJ Hodonín (N)              | 30 | 8  | 6  | 16 | 38 | 66 | 22 |
| 15.  | TJ Lokomotiva Uherský Ostroh | 30 | 8  | 4  | 18 | 33 | 64 | 20 |
| 16.  | VTJ Dukla Vyškov             | 30 | 7  | 5  | 18 | 32 | 56 | 19 |

Poznámky:
- Z = Odehrané zápasy; V = Vítězství; R = Remízy; P = Prohry; VG = Vstřelené góly; OG = Obdržené góly; B = Body; (S) = Mužstvo sestoupivší z vyšší soutěže; (N) = Mužstvo postoupivší z nižší soutěže (nováček)

|  | Postup do Divize D 1974/75                               |
|  | Sestup do skupin I. A třídy Jihomoravského kraje 1974/75 |